# Silent Hunter III
Silent Hunter III – komputerowy symulator okrętu podwodnego w realiach II wojny światowej, wyprodukowany i wydany w 2005 przez Ubisoft. Jest to trzecia część serii Silent Hunter. Gracz, podobnie jak w poprzedniej części, dowodzi załogą niemieckiego U-Boota wykonującego misje przeciw okrętom alianckim.
Gra posiada trójwymiarowy silnik graficzny, realistycznie generujący warunki pogodowe i otoczenie.
Do gry ukazały się nieoficjalne dodatki komercyjne autorstwa X1 Software: SeeWölfe: U-Boote auf Jagd (Seawolves: Submarines on Hunt) i U-Boote: Seeschlacht im Mittelmeer (w Polsce wydany jako U-Boat: Morze Śródziemne).